# Friedrich Schelling

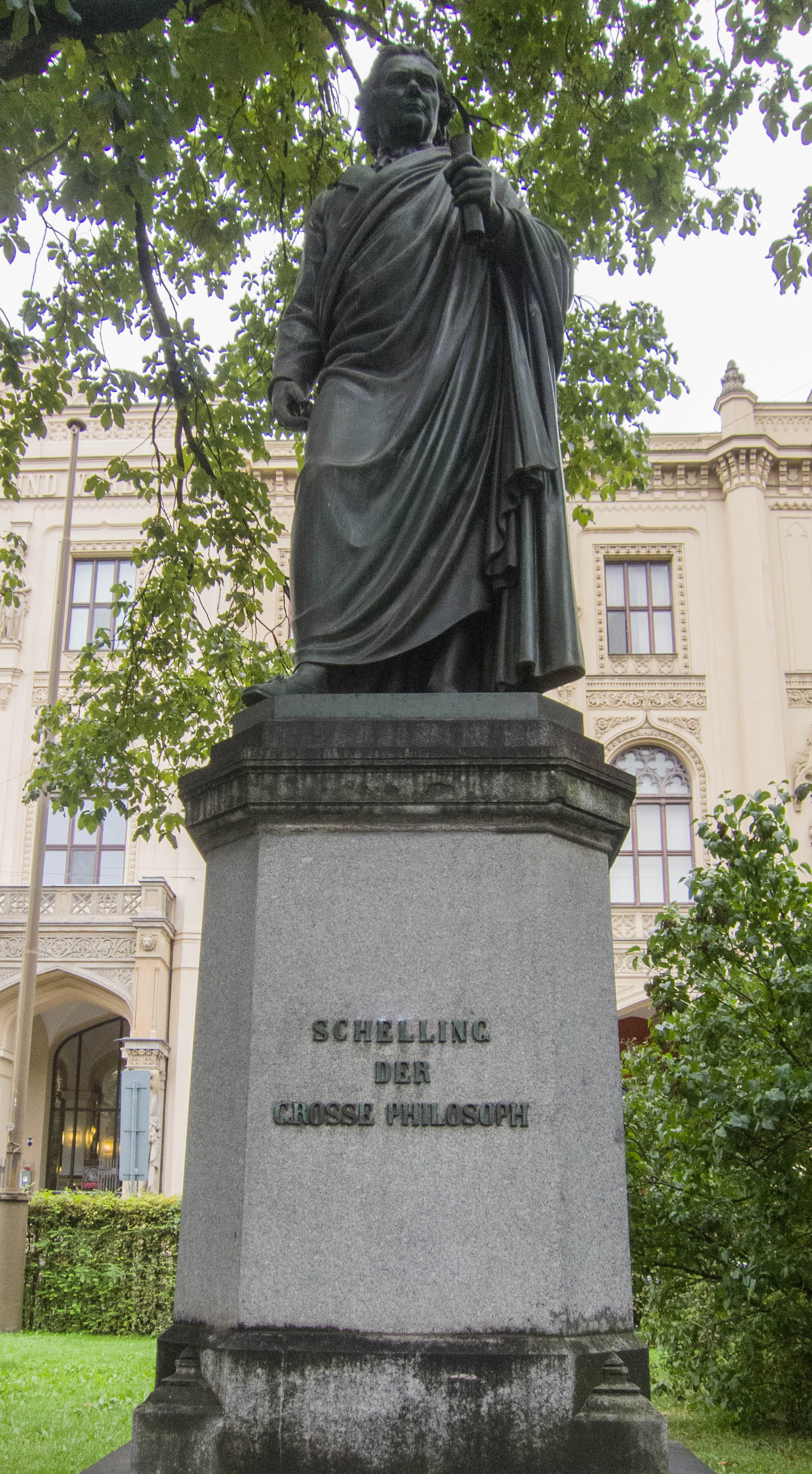
Socha F. W. J. Schellinga v Mnichově ('Der grosse Philosoph')

Friedrich Wilhelm Joseph von Schelling (27. ledna 1775 Leonberg, Švábsko – 20. srpna 1854 Bad Ragaz) byl německý filozof, představitel idealismu.

## Život a dílo
Do klášterní školy (scholae monasticae) v Bebenhausenu nastoupil již v patnácti letech. Uzavřel tam přátelství se svými spolužáky a krajany Hölderlinem a Hegelem. 
Schelling byl zprvu silně ovlivněn Fichtem (zejména jeho dílem Základy vědosloví) a Spinozou.
V díle „Ideje k filozofii přírody“ (1797) a ve spise „O světové duši“ (1798) se Schelling snažil uvést svoje rychle nabyté poznatky z chemie, z nauky o elektřině, z biologie a z medicíny v přírodně-filozofický systém. Tyto spisy vzbudily Goethovu pozornost a vynesly třiadvacetiletému autorovi mimořádnou profesuru na univerzitě v Jeně.
V Jeně vznikl „První náčrt systému přírodní filozofie“ (1798/9) a „Systém transcendentálního idealismu“ (1800), později i nedokončené „Výklad mého filozofického systému v celku“ (1801) a „Přednášky o metodě akademického studia“ (1802).
Od roku 1803 Schelling přednášel ve Würzburgu, poté v Erlangenu, zde vytvořil dílo mysticko-náboženské orientace „Filozofická bádání o podstatě lidské svobody“ (1809) a fragment „Věky světa“ (1813). Nakonec vyučoval v Mnichově (od roku 1827).
Jeho posledním vydaným dílem se zdá být „Filozofie mytologie a zjevení“.
V roce 1841 byl Schelling pozván na Berlínskou univerzitu. Jeho přednášky vzbudily zájem nejen v akademickém prostředí. V Auditoriu maximu Berlínské univerzity, kde Schelling přednášel, se bylo možno setkat i s rakouským vyslancem v Berlíně Metternichem, i s budoucím anarchistou M. Bakuninem a s dánským filozofem S. Kierkegaardem. Friedrich Engels líčí ovzduší na Berlínské univerzitě takto:
Šumělo to zde všemi možnými jazyky. Ozývala se zde němčina, francouzština, angličtina, maďarština, polština, ruština, nová řečtina a turečtina. Zazněl zvonek, všechno utichlo a Schelling vstupuje na katedru.
Friedrich Engels, Schelling o Hegelovi

## Filozofie identity
Schellingův systém, jak jej přednášel v Jeně, nese jméno filozofie identity. Lze ho chápat jako spojovací článek mezi Fichtem a Hegelem.
- Nikoli příroda je výtvorem ducha, ale duch je výtvorem přírody.
- Úkolem filozofie je vyložit vědění, tj. shodu SUBJEKTU s OBJEKTEM. Duch (Já) je v přírodě možný jenom proto, že příroda je původně duch, duch našeho ducha; jen proto, že příroda a duch, reálný a ideální moment jsou ve své hloubce totéž (identické). Duchu a vůbec všemu životu lze porozumět z přírody pouze tehdy, nepokládáme-li přírodu za cosi mrtvého (…) nýbrž vidíme-li ji (přírodu) jako jednotný celek, jehož nejhlubší podstatou je živoucí prasíla.

## Vliv a přijetí
V Rusku byl Schelling přirovnáván ke Kryštofu Kolumbovi:
| „                              | Na počátku devatenáctého století znamenal Schelling totéž co Kryštof Kolumbus v patnáctém věku, poněvadž objevil člověku dosud neznámou část jeho světa, část, o níž kolovaly jen jakési bájeslovné zvěsti - objevil jeho duši. | “ |
| — V. F. Odojevskij, Ruské noci | |   |

Schellingova filosofie mytologie také ovlivnila Vladimira Solovjova. Solovjovův následovník Nikolaj Berďajev ve své interpretaci dějin, jejichž podstatou je právě mýtus, také navazuje na Schellinga a společně s ním vidí v mytologii „prvotní historii lidstva".

## České překlady
- Výbor z díla. Překlad Milan Sobotka a Jindřich Zelený. Vyd. 1. Praha: Svoboda, 1977. 315 s. cnb000156298.
- Výbor z díla: rané spisy. 2. vyd. Praha: Svoboda, 1990. 312 s. Filozofické dědictví. ISBN 80-205-0132-0.
- Filosofická zkoumání bytnosti lidské svobody a s tím souvisejících předmětů. Překlad Miroslav Petříček. Praha: Filozofický ústav ČSAV, 1992. 130 s. 1. ISBN 80-7007-031-5.
- Věky světa. Kniha první, Minulost. Verze I. Vyd. 1. Praha: OIKOYMENH, 2002. 100 s. ISBN 80-7298-047-5.
- Drobné spisy a fragmenty. Překlad Petr Babka. Vyd. 1. Praha: Vyšehrad, 2004. 109 s. ISBN 80-7021-689-1.
- Filosofické zkoumání svobody. Vyd. 1. Praha: OIKOYMENH, 2010. 239 s. ISBN 978-80-7298-415-2.
- Systém transcendentálního idealismu. Překlad Jindřich Karásek a Jan Patočka. Vyd. 1. Praha: OIKOYMENH, 2014. 271 s. ISBN 978-80-7298-430-5.

## Fotogalerie

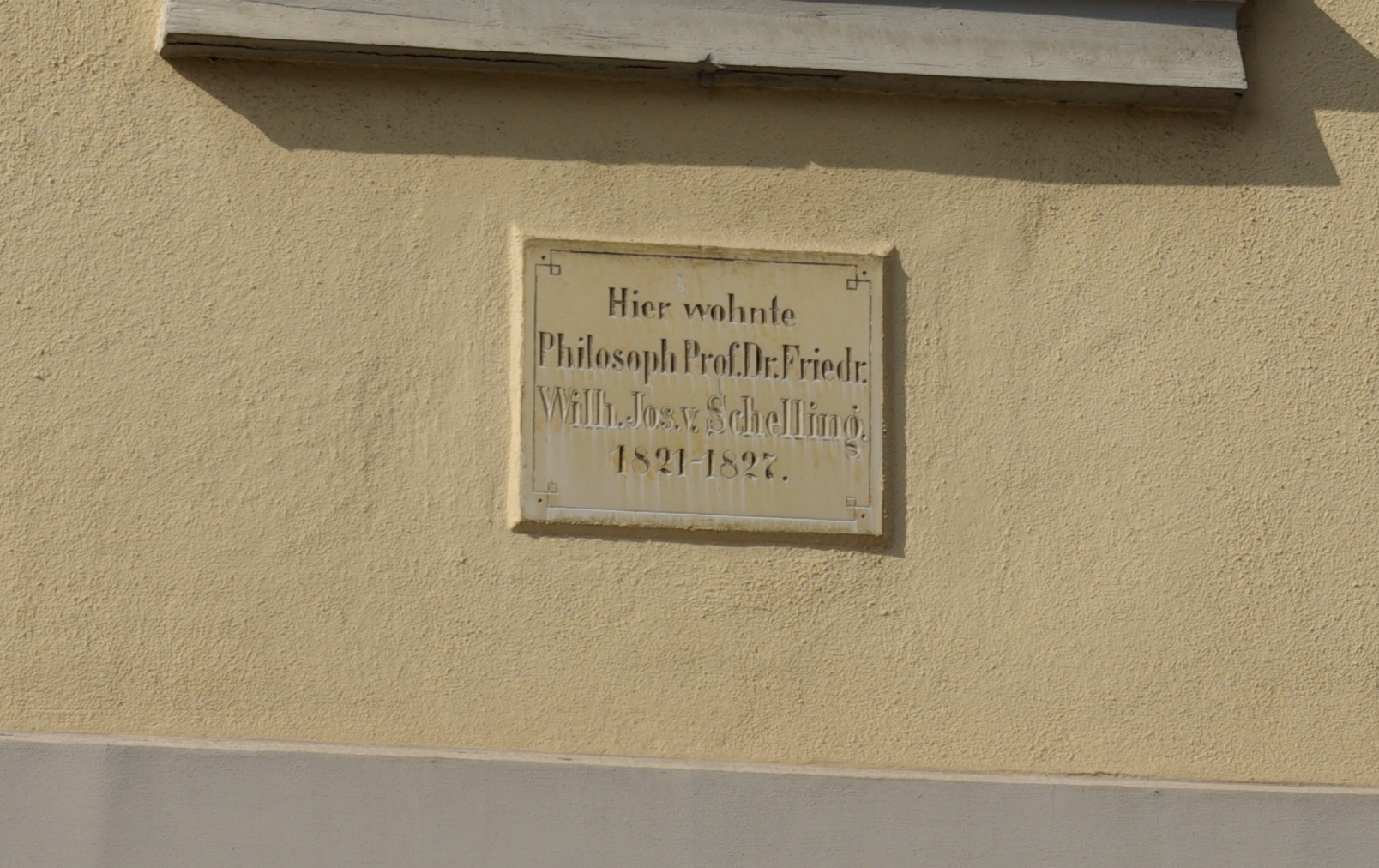
Pamětní deska na jeho domu v Erlangenu (Friedrichstraße 28)
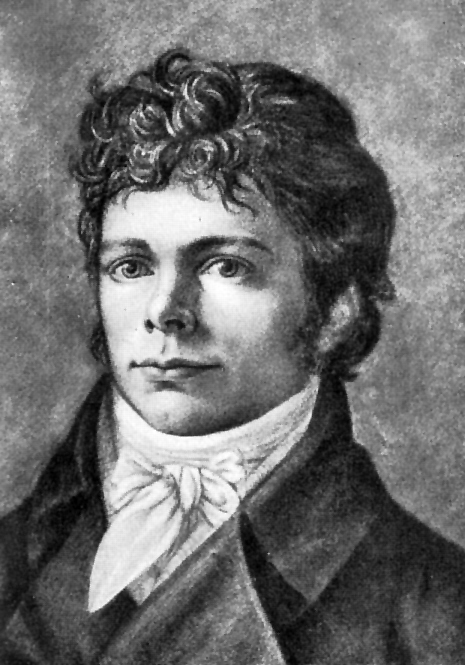
Friedrich Wilhelm Schelling (cca 1800)
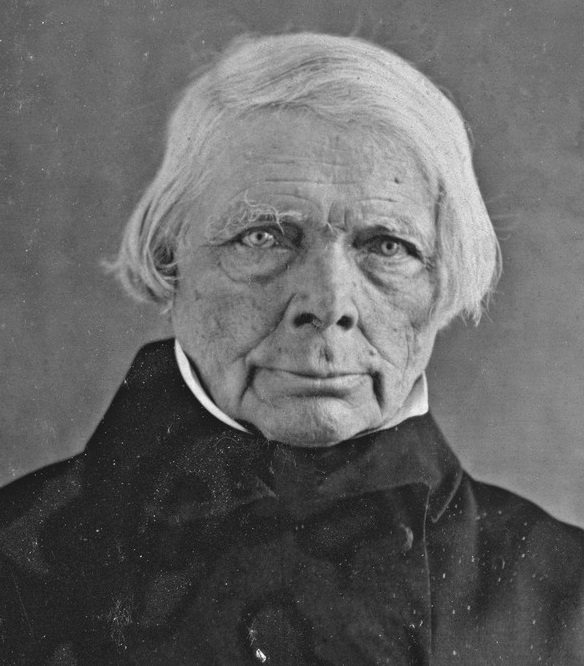
Friedrich Wilhelm Joseph von Schelling (cca 1848)
- Dílo 'Einleitung zu seinem Entwurf eines Systems der Naturphilosophie' (1799)